# Severià (príncep)
Flavi Severià (Flavius Severianus) fou fill de l'emperador Flavi Valeri Sever (Sever II). Fou executat per orde de Licini I el 313.

## Vida i execució
Després que son pare morira el 307 a Itàlia lluitant contra els tetrarques rivals Maximià i Maxenci, Flavi Severià va buscar refugi en la part oriental de l'imperi sota Galeri. Quan Galeri va morir el 311, el príncep Severià es va convertir en un obstacle per a Licini en les seues ambicions per a governar a l'est; i, per tant, va fugir cap a Maximí Daia en Àsia, que el va fer praeses (governador) de la província d'Isàuria. L'agost de 313 Maximí Daia va morir i Flavi Severià va perdre el seu darrer protector. Va acabar caient en les mans de Licini, que el va ajusticiar com a usurpador.